# ISO 3166-2:AN
ISO 3166-2:AN byl kód přiřazený Nizozemským Antilám, který byl zrušen v roce 2011. V rámci tohoto kódu nebyly identifikovány žádné regiony. V návaznosti na jeho zrušení vznikly tři nové kódy pro jednotlivá území původních Nizozemských Antil. Jedná se o ISO 3166-2:CW pro Curaçao; ISO 3166-2:BQ pro Karibské Nizozemsko a ISO 3166-2:SX pro Svatého Martina. 